# Олабаррьета, Айнгеру
Айнгеру Олабаррьета Капело (исп. Aingeru Olabarrieta Capelo; 14 ноября 2005, Аяла, Испания) — испанский футболист, вингер клуба «Атлетик Бильбао», выступающий на правах аренды за «Андорру».

## Клубная карьера
Воспитанник клуба «Атлетик Бильбао», за который дебютировал 19 мая 2024 года, выйдя на замену в матче Ла Лиги против «Севильи».

## Карьера в сборной
Выступал за сборные Испании до 18 и до 19 лет.